# 王遵 (乐浪太守)
王遵（?—?），东汉初期汉光武帝時代的武将、政治人物。

## 生平
更始帝失败後，乐浪郡人王调杀乐浪郡太守劉憲，自称大将军、乐浪太守，並且不服从东汉朝廷。建武六年（30年）秋，汉光武帝命王遵率兵遠征乐浪郡。王遵至辽东郡，郡三老王闳（王景之父）与郡决曹史杨邑等不满王调，一起杀死王调，迎接王遵。王遵被任命为乐浪太守。杨邑封为列侯，王闳让爵。